# Бљесак смрти
Бљесак смрти (енгл. The Glimmer Man), или алтернативно Човек бљесак, амерички је акциони трилер филм из 1996. године режисера Џона Греја, са Стивеном Сигалом, Кинен Ајвори Вејансом, Боб Гантоном, Брајаном Коксом и Мишел Џонсон у главним улогама.
Сигал глуми поручника Џека Кола, бившег владиног обавештајног агента познатог као „Човек бљесак“, који сада ради као детектив у полицијској управи Лос Анђелеса. Вејанс глуми Коловог партнера, детектива Џима Кембела. Њих двојица заједно покушавају да реше низ серијских убистава, у која је можда умешана и мафија.

## Радња
Џек Кол (лик Стивена Сигала) истражује убиства серијског убице и налеће на том путу на локалну мафију. Испитујући жртве најновијег злочина, Кол и његов партнер Џим Кембел (улога Кинена Ајвори Вејанса) долазе до закључка да би Коулови бивши шефови у влади можда били умешани у овај злочин и Кол контактира свог пријатеља Смита (глумац Брајан Кокс), несвестан да овај ради за локалног крими шефа Френка Деверела (улога Боба Гантона).
Током даље истраге, полиција наилази на Канингема и сазнаје да је Канингем, Деверелова десна рука, убица, који чини убиства тако да личе на рукопис другог серијског убице који хара градом, а сам Деверел шверцује хемијско оружје из бившег СССР-а у Сједињене Државе, планирајући да их препрода српском подземљу. Трансакција се мора обавити у хотелу у центру града. Кол и Кембел упадају у хотел након чега следи ватрени обрачун. Тамо Канингем смртно рањава Деверела хицем, а Кол убија Канингема бацивши га кроз прозор на металну ограду испод.

## Улоге
| Глумац              | Улога                                      |
| ------------------- | ------------------------------------------ |
| Стивен Сигал        | Агент Џек Џоунс/детектив поручник Џек Коул |
| Кинен Ајвори Вајанс | поручник Џим Кембел                        |
| Боб Гантон          | Френк Деверел                              |
| Брајан Кокс         | господин Смит                              |
| Џон М. Џексон       | Доналд Канингем                            |
| Мишел Џонсон        | Џесика Коул                                |
| Стивен Тоболовски   | Кристофер Мејнард                          |
| Рајан Катрона       | капетан Херис                              |
| Ричард Гент         | детектив Роуден                            |
| Денис Кокрум        | детектив Том Фарел                         |
| Џеси Сток           | Коулов син                                 |
| Алекса Вега         | Коулова ћерка                              |
| Ники Кокс           | Мили, Џонијева девојка                     |
| Скот Нилсон         | сам себе                                   |
| Фриц Колман         | сам себе                                   |
| Џони Стронг         | Џони Деверел                               |
| Џорџ Фишер          | Миша, руски мафијаш                        |
| Сајмон Ри           | крадљивац аутомобила                       |
| Роберт Аписа        | Смитов телохранитељ                        |
| Роберт Мејлхаус     | Смитов телохранитељ                        |
| Сјузан Рино         | Соња Рослов                                |
| Венди Роби          | Мелани Сардес                              |
| Питер Џејсон        | Милин отац                                 |
| Фреда Фо Шен        | техничар полиграфа                         |
| Алберт Вонг         | господин Ли                                |
| Ненси Ји            | Меј Ли                                     |